# 57. nordlige breddekreds
Den 57. nordlige breddekreds (eller 57 grader nordlig bredde) er en breddekreds, der ligger 57 grader nord for ækvator. Den løber gennem Europa (inkl. Danmark), Asien, Stillehavet, Nordamerika og Atlanterhavet.